# Ъглова скорост
Ъгловата скорост е векторна величина, характеризираща скоростта на въртене на едно тяло. Големината на този вектор се задава с ъгъла на завъртане за единица време и в международната система единици се измерва с радиани за секунда. Посоката му е по оста на въртенето (перпендикулярна на равнината на въртене).
Ъгловата скорост може да бъде представена като векторно произведение:
{\displaystyle {\boldsymbol {\omega }}={\frac {\mathbf {r} \times \mathbf {v} }{|\mathrm {\mathbf {r} } |^{2}}}}
където:
- {\displaystyle {\boldsymbol {\omega }}}: ъглова скорост
- {\displaystyle \mathbf {r} }: векторът, свързващ центъра на въртене с текущата точка от траекторията на обекта
- {\displaystyle \mathbf {v} }: транслационна скорост на обекта